# 東京都第11区 (中選挙区)
東京都第11区（とうきょうとだい11く）は、日本の衆議院において、かつて存在した選挙区。1976年に行われた第34回衆議院議員総選挙で初めて登場した選挙区で、それ以前は7区の一部だった。

## 区域
1992年（平成4年）の公職選挙法改正当時の区域は以下のとおりである（定数5）。この地域は、現在の小選挙区では23区・24区・30区の全域と、21区の一部、22区・25区の大部分となっており、現在の11区とは全く関係がない。
- 八王子市
- 青梅市
- 府中市
- 調布市
- 町田市
- 日野市
- 福生市
- 狛江市
- 多摩市
- 稲城市
- 秋川市
- 羽村市
- 西多摩郡

1986年（昭和61年）の公職選挙法改正当時の区域は以下のとおりである（定数5）。
- 八王子市
- 青梅市
- 府中市
- 調布市
- 町田市
- 日野市
- 福生市
- 狛江市
- 多摩市
- 稲城市
- 秋川市
- 西多摩郡

1975年（昭和50年）の公職選挙法改正当時の区域は以下のとおりである（定数4）。
- 八王子市
- 青梅市
- 府中市
- 調布市
- 町田市
- 日野市
- 福生市
- 狛江市
- 多摩市
- 稲城市
- 秋川市
- 西多摩郡

## 歴史
多摩地方のうち、西多摩・南多摩地域の大半に加え、調布市や狛江市のように世田谷区などの東京都区部に隣接する地域も含まれる、人口も多い広大な選挙区であった。
東京7区から分割され初めてとなる1976年の第34回衆議院議員総選挙では、前回1972年の総選挙時に東京7区から立候補し当選した土橋一吉（日本共産党）、小山省二（自由民主党、八王子市地盤）と落選した山花貞夫（日本社会党、調布市地盤）、伊藤公介（保守系無所属→新自由クラブ、町田市地盤）の4名が11区に移動し立候補した。結果は一転して、新党の新自由クラブから立候補した伊藤公介と父の山花秀雄（1969年の総選挙で落選し政界引退）以来の地盤を受け継いだ山花貞夫が1・2位で当選し、さらに前青梅市長で西多摩地区を地盤とする石川要三（自民党）と公明党の新人で弁護士の長谷雄幸久の4名が、初の11区での当選者となった。前職であった土橋、小山はそれぞれ下位で落選して議席を失い、政界から引退となった。以降は周辺人口の増加に伴い、当選に必要な票数は毎回ほぼ10万票を超え、次点者も10万票を獲得するなど4議席を巡るハイレベルな激戦を続けてきた。
1979年の第35回衆議院議員総選挙では、一転して前回トップ当選であった伊藤が次点で落選し、前回議席を失った土橋の後継である岩佐恵美が滑り込み、共産党の議席を奪還した。翌1980年の第36回衆議院議員総選挙では、今度は伊藤が返り咲いた一方で長谷雄が落選して、支持母体である創価学会の拠点でもある八王子市を選挙区に含みながら公明党が議席を失う事態となった。さらに1983年の第37回衆議院議員総選挙では、公明党が長谷雄に代わる新人で創価大学教授の斉藤節を当選させる一方で、今度は岩佐が議席を失うなど、4議席を巡る攻防は目まぐるしく入れ替わった。
1986年の第38回衆議院議員総選挙より定数が1議席増加の5議席となったが、議席争奪戦は相変わらず激しい戦いが続いた。前回1983年の選挙で苦杯を舐めた岩佐が返り咲き、前回に続いて立候補した八王子市を地盤とする都議会議員出身の石渡照久（自民党）が2度目の挑戦でトップ当選を果たし、石川と合わせて自民党が初めて2議席を獲得した。その一方で当時自民党と統一会派を組んでいた新自由クラブの党勢の低迷が影響する形で、伊藤公介が3度目（議員当選後は2度目）の落選を喫した。伊藤はその後の新自由クラブの解党に伴い、自民党へ入党した。
1990年の第39回衆議院議員総選挙では、社会党は「マドンナブーム」に乗る形で、前職で連続当選中の山花と新人でバー経営者・評論家の長谷百合子を擁立して、同選挙区で社会党は初の2議席獲得を果たした。自民党は元職で新たに入党した伊藤公介を含め3人を擁立したが、このうち伊藤が返り咲き、石川が連続当選を果たした一方で、今度は前回トップ当選の石渡が次点で落選し議席を失った。公明党は堅実に議席を得たものの、社会党の「マドンナブーム」の煽りを受ける形で共産党の岩佐も議席を失った。
中選挙区として最終となった1993年の第40回衆議院議員総選挙では、「新党ブーム」に乗る形で日本新党から初めて挑戦した伊藤達也が21万票の大量得票でトップ当選を果たした。社会党前職の山花、自民党前職の伊藤公介と、前回限りで引退した斉藤の後継となった新人の高木陽介（公明党）が手堅く議席を確保し、岩佐も再び返り咲いた一方で、「新党ブーム」の煽りを受ける形で、1976年の初当選以来議席を死守してきた石川が初めて苦杯を喫し、返り咲きを目指した石渡も落選。さらに前回の当選とは一変して逆風となった長谷も議席を失った。
その後、1994年の公職選挙法改正による小選挙区比例代表並立制の導入により、選挙区内が複数の小選挙区に分割されて、1996年の第41回衆議院議員総選挙では、岩佐（共産党）は東京21区（落選、その後参議院比例区へ転出）、山花（旧民主党）と伊藤達也（新進党）は東京22区（伊藤達也が小選挙区、山花は比例復活）、伊藤公介（自民党）は東京23区、高木（新進党）は東京24区（比例重複がなく小選挙区で落選）、石川（自民党）は東京25区にそれぞれ拠点を移しており、特に伊藤公介と石川は小選挙区での戦いになってからは長年にわたり強さを発揮する形となった。長谷は社会党への不信感から新進党へ移籍し、同党公認で東京23区での擁立が内定していたものの、その後新進党も離党し政界から離れた。石渡も2000年の八王子市長選挙（落選）へ狙いを変えている。
なお、民社党は同選挙区に2度にわたり候補を擁立したが、一度も議席を得る事はなかった。

## 選出議員
| 選挙名                 | 年     | #1                        | #2                        | #3                      | #4                      | #5                        |
| ---------------------- | ------ | ------------------------- | ------------------------- | ----------------------- | ----------------------- | ------------------------- |
| 第34回衆議院議員総選挙 | 1976年 | 伊藤公介 （新自由クラブ） | 山花貞夫 （日本社会党）   | 石川要三 （自由民主党） | 長谷雄幸久 （公明党）   |                           |
| 第35回衆議院議員総選挙 | 1979年 | 石川要三 （自由民主党）   | 山花貞夫 （日本社会党）   | 長谷雄幸久 （公明党）   | 岩佐恵美 （日本共産党） |                           |
| 第36回衆議院議員総選挙 | 1980年 | 石川要三 （自由民主党）   | 伊藤公介 （新自由クラブ） | 山花貞夫 （日本社会党） | 岩佐恵美 （日本共産党） |                           |
| 第37回衆議院議員総選挙 | 1983年 | 石川要三 （自由民主党）   | 伊藤公介 （新自由クラブ） | 斉藤節 （公明党）       | 山花貞夫 （日本社会党） |                           |
| 第38回衆議院議員総選挙 | 1986年 | 石渡照久 （自由民主党）   | 石川要三 （自由民主党）   | 山花貞夫 （日本社会党） | 斉藤節 （公明党）       | 岩佐恵美 （日本共産党）   |
| 第39回衆議院議員総選挙 | 1990年 | 山花貞夫 （日本社会党）   | 伊藤公介 （自由民主党）   | 石川要三 （自由民主党） | 斉藤節 （公明党）       | 長谷百合子 （日本社会党） |
| 第40回衆議院議員総選挙 | 1993年 | 伊藤達也 （日本新党）     | 山花貞夫 （日本社会党）   | 高木陽介 （公明党）     | 伊藤公介 （自由民主党） | 岩佐恵美 （日本共産党）   |

## 選挙結果
時の内閣：宮澤改造内閣 解散日：1993年（平成5年）6月18日 投票日：1993年（平成5年）7月18日
当日有権者数：1,570,923人 最終投票率：62.84%（前回比：5.55ポイント）
| 当落 | 氏名       | 年齢 | 所属党派   | 新旧 | 得票      | 得票率 | 推薦・支持 |
| ---- | ---------- | ---- | ---------- | ---- | --------- | ------ | ---------- |
| 当   | 伊藤達也   | 32   | 日本新党   | 新   | 215,247票 | 22.04% |            |
| 当   | 山花貞夫   | 57   | 日本社会党 | 前   | 144,947票 | 14.84% |            |
| 当   | 高木陽介   | 33   | 公明党     | 新   | 130,517票 | 13.36% |            |
| 当   | 伊藤公介   | 51   | 自由民主党 | 前   | 126,430票 | 12.94% |            |
| 当   | 岩佐恵美   | 54   | 日本共産党 | 元   | 106,401票 | 10.89% |            |
|      | 石川要三   | 68   | 自由民主党 | 前   | 104,217票 | 10.67% |            |
|      | 石渡照久   | 62   | 自由民主党 | 元   | 89,911票  | 9.21%  |            |
|      | 長谷百合子 | 46   | 日本社会党 | 前   | 55,590票  | 5.69%  |            |
|      | 伊東敬芳   | 57   | 国民党     | 新   | 1,409票   | 0.14%  |            |
|      | 影山裕二   | 31   | 雑民党     | 新   | 758票     | 0.08%  |            |
|      | 竹林雄二   | 26   | 雑民党     | 新   | 628票     | 0.06%  |            |
|      | 東哲朗     | 34   | 国民党     | 新   | 620票     | 0.06%  |            |

時の内閣：第1次海部内閣 解散日：1990年（平成2年）1月24日 投票日：1990年（平成2年）2月18日
当日有権者数：1,449,217人 最終投票率：68.39%（前回比：4.31ポイント）
| 当落 | 氏名       | 年齢 | 所属党派         | 新旧 | 得票      | 得票率 | 推薦・支持 |
| ---- | ---------- | ---- | ---------------- | ---- | --------- | ------ | ---------- |
| 当   | 山花貞夫   | 53   | 日本社会党       | 前   | 177,605票 | 18.08% |            |
| 当   | 伊藤公介   | 48   | 自由民主党       | 元   | 166,515票 | 16.95% |            |
| 当   | 石川要三   | 64   | 自由民主党       | 前   | 132,536票 | 13.49% |            |
| 当   | 斉藤節     | 59   | 公明党           | 前   | 129,169票 | 13.15% |            |
| 当   | 長谷百合子 | 42   | 日本社会党       | 新   | 127,742票 | 13.01% |            |
|      | 石渡照久   | 59   | 自由民主党       | 前   | 113,713票 | 11.58% |            |
|      | 岩佐恵美   | 50   | 日本共産党       | 前   | 109,567票 | 11.16% |            |
|      | 吉田勉     | 41   | 無所属           | 新   | 10,483票  | 1.07%  |            |
|      | 平山忠雄   | 52   | 無所属           | 新   | 6,175票   | 0.63%  |            |
|      | 山田明人   | 41   | 社会主義労働者党 | 新   | 2,678票   | 0.27%  |            |
|      | 末岡健一   | 36   | 日本労働党       | 新   | 1,803票   | 0.18%  |            |
|      | 中島二郎   | 38   | 無所属           | 新   | 1,549票   | 0.16%  |            |
|      | 辻松範昌   | 56   | 地球維新党       | 新   | 1,021票   | 0.10%  |            |
|      | 森達雄     | 54   | 無所属           | 新   | 942票     | 0.10%  |            |
|      | 飯田エリ子 | 29   | 真理党           | 新   | 494票     | 0.05%  |            |
|      | 佐伯一明   | 29   | 真理党           | 新   | 217票     | 0.02%  |            |

時の内閣：第2次中曽根内閣第2次改造内閣 解散日：1986年（昭和61年）6月2日 投票日：1986年（昭和61年）7月6日
当日有権者数：1,308,964人 最終投票率：64.08%（前回比：0.71ポイント）
| 当落 | 氏名     | 年齢 | 所属党派         | 新旧 | 得票      | 得票率 | 推薦・支持 |
| ---- | -------- | ---- | ---------------- | ---- | --------- | ------ | ---------- |
| 当   | 石渡照久 | 55   | 自由民主党       | 新   | 136,449票 | 16.58% |            |
| 当   | 石川要三 | 61   | 自由民主党       | 前   | 136,067票 | 16.54% |            |
| 当   | 山花貞夫 | 50   | 日本社会党       | 前   | 132,939票 | 16.16% |            |
| 当   | 斉藤節   | 55   | 公明党           | 前   | 122,847票 | 14.93% |            |
| 当   | 岩佐恵美 | 47   | 日本共産党       | 元   | 116,996票 | 14.22% |            |
|      | 伊藤公介 | 44   | 新自由クラブ     | 前   | 113,056票 | 13.74% |            |
|      | 山本忠雄 | 48   | 民社党           | 新   | 36,235票  | 4.40%  |            |
|      | 吉田勉   | 38   | サラリーマン新党 | 新   | 26,437票  | 3.21%  |            |
|      | 末岡健一 | 32   | 日本労働党       | 新   | 1,735票   | 0.21%  |            |

時の内閣：第1次中曽根内閣 解散日：1983年（昭和58年）11月28日 投票日：1983年（昭和58年）12月18日
当日有権者数：1,223,564人 最終投票率：63.37%（前回比：6.32ポイント）
| 当落 | 氏名     | 年齢 | 所属党派     | 新旧 | 得票      | 得票率 | 推薦・支持 |
| ---- | -------- | ---- | ------------ | ---- | --------- | ------ | ---------- |
| 当   | 石川要三 | 58   | 自由民主党   | 前   | 125,872票 | 16.38% |            |
| 当   | 伊藤公介 | 42   | 新自由クラブ | 前   | 125,207票 | 16.29% |            |
| 当   | 斉藤節   | 53   | 公明党       | 新   | 124,010票 | 16.13% |            |
| 当   | 山花貞夫 | 47   | 日本社会党   | 前   | 123,309票 | 16.04% |            |
|      | 岩佐恵美 | 44   | 日本共産党   | 前   | 110,321票 | 14.35% |            |
|      | 石渡照久 | 53   | 自由民主党   | 新   | 76,154票  | 9.91%  |            |
|      | 山田禎一 | 58   | 自由民主党   | 新   | 42,046票  | 5.47%  |            |
|      | 山本忠雄 | 46   | 民社党       | 新   | 40,186票  | 5.23%  |            |
|      | 小川力   | 34   | 立憲養正会   | 新   | 777票     | 0.10%  |            |
|      | 宮内陽肇 | 82   | 無所属       | 新   | 697票     | 0.09%  |            |

時の内閣：第2次大平内閣 解散日：1980年（昭和55年）5月19日 投票日：1980年（昭和55年）6月22日
当日有権者数：1,121,545人 最終投票率：69.69%（前回比：13.61ポイント）
| 当落 | 氏名       | 年齢 | 所属党派     | 新旧 | 得票      | 得票率 | 推薦・支持 |
| ---- | ---------- | ---- | ------------ | ---- | --------- | ------ | ---------- |
| 当   | 石川要三   | 54   | 自由民主党   | 前   | 196,550票 | 25.79% |            |
| 当   | 伊藤公介   | 38   | 新自由クラブ | 元   | 176,987票 | 23.22% |            |
| 当   | 山花貞夫   | 44   | 日本社会党   | 前   | 141,758票 | 18.60% |            |
| 当   | 岩佐恵美   | 41   | 日本共産党   | 前   | 123,174票 | 16.16% |            |
|      | 長谷雄幸久 | 46   | 公明党       | 前   | 121,196票 | 15.90% |            |
|      | 椎木裕治   | 29   | 日本労働党   | 新   | 2,580票   | 0.34%  |            |

時の内閣：第1次大平内閣 解散日：1979年（昭和54年）9月7日 投票日：1979年（昭和54年）10月7日
当日有権者数：1,099,709人 最終投票率：56.08%（前回比：14.73ポイント）
| 当落 | 氏名       | 年齢 | 所属党派     | 新旧 | 得票      | 得票率 | 推薦・支持 |
| ---- | ---------- | ---- | ------------ | ---- | --------- | ------ | ---------- |
| 当   | 石川要三   | 54   | 自由民主党   | 前   | 132,331票 | 21.74% |            |
| 当   | 山花貞夫   | 43   | 日本社会党   | 前   | 126,326票 | 20.76% |            |
| 当   | 長谷雄幸久 | 46   | 公明党       | 前   | 115,605票 | 19.00% |            |
| 当   | 岩佐恵美   | 40   | 日本共産党   | 新   | 106,686票 | 17.53% |            |
|      | 伊藤公介   | 37   | 新自由クラブ | 前   | 101,997票 | 16.76% |            |
|      | 原武夫     | 41   | 自由民主党   | 新   | 23,774票  | 3.91%  |            |
|      | 椎木裕治   | 28   | 日本労働党   | 新   | 1,882票   | 0.31%  |            |

時の内閣：三木内閣 任期満了日：1976年（昭和51年）12月9日 投票日：1976年（昭和51年）12月5日
当日有権者数：1,020,747人 最終投票率：70.81%（前回比：ポイント）
| 当落 | 氏名       | 年齢 | 所属党派     | 新旧 | 得票      | 得票率 | 推薦・支持 |
| ---- | ---------- | ---- | ------------ | ---- | --------- | ------ | ---------- |
| 当   | 伊藤公介   | 35   | 新自由クラブ | 新   | 145,119票 | 20.34% |            |
| 当   | 山花貞夫   | 40   | 日本社会党   | 新   | 138,052票 | 19.35% |            |
| 当   | 石川要三   | 51   | 自由民主党   | 新   | 119,353票 | 16.73% |            |
| 当   | 長谷雄幸久 | 43   | 公明党       | 新   | 118,061票 | 16.55% |            |
|      | 土橋一吉   | 68   | 日本共産党   | 現   | 97,573票  | 13.68% |            |
|      | 小山省二   | 70   | 自由民主党   | 現   | 95,253票  | 13.35% |            |